# Krautgart Kogel
Krautgart Kogel är ett berg i Österrike.   Det ligger i distriktet Bruck-Mürzzuschlag och förbundslandet Steiermark, i den östra delen av landet, 110 km sydväst om huvudstaden Wien. Toppen på Krautgart Kogel är 1 736 meter över havet.
Terrängen runt Krautgart Kogel är bergig åt sydväst, men åt nordost är den kuperad. Runt Krautgart Kogel är det ganska glesbefolkat, med 48 invånare per kvadratkilometer.. Närmaste större samhälle är Mariazell, 16,3 km norr om Krautgart Kogel. 
I omgivningarna runt Krautgart Kogel växer i huvudsak blandskog.